# IC 5214
IC 5214 ist eine Spiralgalaxie vom Hubble-Typ Sc im Sternbild Südlicher Fisch am Südsternhimmel. Sie ist schätzungsweise 366 Millionen Lichtjahre von der Milchstraße entfernt.
Das Objekt wurde am 26. Juli 1897 von Lewis Swift entdeckt.